# Juan Bautista Sosa
Juan Bautista Sosa (Parita, 29 de agosto de 1870 - Ciudad de Panamá, 22 de diciembre de 1920) fue un historiador, político y educador panameño. Fue miembro del Partido Liberal, llegando a ser secretario y presidente del directorio.

## Biografía
Estudió en la Escuela Pública de Santa Ana. Fue secretario de Eduardo Icaza, Intendente General del Ejército Colombiano en Panamá, quien se unió a la causa separatista en 1903 y se convirtió en negociador ante las fuerzas acantonadas en la ciudad de Colón.
Tras la independencia de Panamá, asumió varios cargos gubernamentales como secretario del Consejo Municipal de Panamá en 1905 y 1910, editor oficial de la Gaceta Oficial de Panamá (1908-1910), diputado de la Asamblea Nacional de Panamá por la provincia de Veraguas desde 1910 hasta 1914 (siendo presidente del órgano en 1912), agente postal en 1914, diputado por la provincia de Los Santos, secretario de Gobierno y Justicia en el primer período de Belisario Porras (1914-1916 y 1918), secretario de Fomento y Obras Públicas en el período de Ciro Urriola, director del Archivo Nacional de Panamá y director de la dirección de correos y telégrafos (1919-1920).
Junto con Enrique Arce, fue comisionado durante el gobierno de José Domingo de Obaldía para elaborar la historia oficial de Panamá, publicado en 1911. También fue representante de Panamá ante el Congreso Histórico-Geográfico de Sevilla, España.

## Obras
- El centenario de Balboa
- Panamá La Vieja
- El castillo de San Lorenzo
- La antigua ciudad de Panamá
- El nombre de Panamá
- La ciudad de Panamá en 1675
- Vasco Núñez de Balboa
- La bandera del istmo de Panamá
- Fundación de Panamá
- Límites entre Panamá y Colombia
- Compendio de historia de Panamá (junto a Enrique J. Arce).